# Lưỡng Vượng
Lưỡng Vượng là một xã thuộc thành phố Tuyên Quang, tỉnh Tuyên Quang, Việt Nam.

## Địa lý
Xã Lưỡng Vượng có diện tích 12 km², dân số năm 2022 là 8.346 người, mật độ dân số đạt 695 người/km².

## Hành chính
Xã Lưỡng Vượng được chia thành 11 thôn: 1, 2, 3, 4, 5, 6, 7, 8, 9, 10, 11.

## Lịch sử
Ngày 27 tháng 12 năm 1975, Quốc hội ban hành Nghị quyết về việc thành lập tỉnh Hà Tuyên trên cơ sở tỉnh Tuyên Quang và tỉnh Hà Giang. Khi đó, xã Lưỡng Vượng thuộc huyện Yên Sơn, tỉnh Hà Tuyên.
Ngày 12 tháng 8 năm 1991, Quốc hội ban hành Nghị quyết về việc chia tỉnh Hà Tuyên thành tỉnh Tuyên Quang và tỉnh Hà Giang. Khi đó, xã Lưỡng Vượng thuộc huyện Yên Sơn, tỉnh Tuyên Quang.
Ngày 15 tháng 7 năm 1999, Chính phủ ban hành Nghị định số 56/1999/NĐ-CP về việc sáp nhập một phần dân cư của thị trấn nông trường Sông Lô vào xã Lưỡng Vượng.
Ngày 3 tháng 9 năm 2008, Chính phủ ban hành Nghị định số 99/2008/NĐ-CP về việc sáp nhập xã Lưỡng Vượng thuộc huyện Yên Sơn vào thị xã Tuyên Quang quản lý.
Ngày 2 tháng 7 năm 2010, Chính phủ ban hành Nghị quyết số 27/NQ-CP về việc thành lập thành phố Tuyên Quang thuộc tỉnh Tuyên Quang. Xã Lưỡng Vượng trực thuộc thành phố Tuyên Quang
Tính đến ngày 31 tháng 12 năm 2010, xã Lưỡng Vượng có 16 thôn: Bình Điền, Cầu Đá, Chè 6, Chè 8, Cổ Ngựa, Đồng Lem, Gò Danh, Hợp Hòa 2, Hợp Hòa 1, Hợp Thành, Liên Thịnh, Phó Bể, Phúc An, Song Lĩnh, Số 6, Viên Châu.
Ngày 19 tháng 3 năm 2019, HĐND tỉnh Tuyên Quang ban hành Nghị quyết số 02/NQ-HĐND về việc:
- Thành lập Thôn 1 trên cơ sở thôn Cổ Ngựa và thôn Viên Châu.
- Thành lập Thôn 2 trên cơ sở thôn Số 6.
- Thành lập Thôn 3 trên cơ sở thôn Đồng Lem và thôn Hợp Thành.
- Thành lập Thôn 4 trên cơ sở thôn Hợp Hòa 2.
- Thành lập Thôn 5 trên cơ sở thôn Hợp Hòa 1.
- Thành lập Thôn 6 trên cơ sở thôn Bình Điền và thôn Phúc An.
- Thành lập Thôn 7 trên cơ sở thôn Chè 6.
- Thành lập Thôn 8 trên cơ sở thôn Chè 8.
- Thành lập Thôn 9 trên cơ sở thôn Cầu Đá và thôn Phó Bể.
- Thành lập Thôn 10 trên cơ sở thôn Gò Gianh và thôn Song Lĩnh.
- Thành lập Thôn 11 trên cơ sở thôn Liên Thịnh.

Xã Lưỡng Vượng có 11 thôn: 1, 2, 3, 4, 5, 6, 7, 8, 9, 10, 11.